# Сулейман Джаай I
Сулейман Джаай (Суле Ндіайє) Токосо (*д/н —бл. 1765) — сатігі (імператор) держави Фута-Торо в 1746—1747, 1749—1751 і 1752—1765 роках. Відомий також як Суле Буубу Мууса.

## Життєпис
Походив з династії Даніанке. Старший син сатігі Бууби Мууси. Разом з батьком та братами боровся з іншими претендентами на трон. відомий насамперед війною з сатігі Самба Геладжегі. після поразки останнього 1743 року. став наближеним до брата Конко Буубу Мууси. За різними відомостями той 1746 року зрікся на користь Сулеймана (або той змусив його це зробити).
В першій половині панування не мав міцної підтримки. Вже 1747 року був повалений Буубу Гайсірі, сином Самби Геладжегі, отримавши допомогу від держави Бунду. 1749 року Сулейман Джаай I відновився на троні. Втім вимушен був боротися з Бунду, що набирала ваги в регіоні. 
1751 року повалений Дадже Уле, іншим сином Самби Геладжегі. Втім до держави Галам, де зібрав війська. Джадже Уле вдалося здолати вже 1752 року. Водночас довелося боротися з молодшим братом Сіре Гармі II. Лише у 1753 році зміг зміцнити совю владу. Здійснив похід проти держави Бунду, де отаборився Дадже Уле зі своїми прихильниками. 
З цього часу спрямував зусилля на відродження господарства, активно розвивав торгівлю та ремісництво. Відновив відносини з французькою Сенегальською компанією, запропонувавши звести фортецю на Сенегалі в межа кордону Фута Торо і Ваало. На меті ставив за допомогою французів проти стояти еміратам Трарза і Бракна. 1757 року після захоплення Сен-Луї британцями уклав з ними торгівельну угоду. Важливим експортом були раби (купувалися в областям Бамбук, Хассо і Масина), що приносили чималий зиск скарбниці. Мирні відносини з північними сусідами — еміратами Трарза і Бракна — забезпечували вільні караванні шляхи до портів Марокко. З султанами останнього зберігав рівні відносини, домігшись скасування сплати данини зерном. Тому панування Сулеймана Джааї I вважалося золотим часом після тривалих внутрішніх війн.
Помер 1765 року. за легендою загинув від розриву рушниці. Йому спадкував небіж Самбо Бойї Конко.